# Бро Сен Реми
Бро Сен Реми (фр. Braux-Saint-Remy) насеље је и општина у североисточној Француској у региону Шампањ-Арден, у департману Марна која припада префектури Сент Манеу.
По подацима из 2011. године у општини је живело 94 становника, а густина насељености је износила 9,82 становника/km². Општина се простире на површини од 9,57 km². Налази се на средњој надморској висини од 159 метара.

## Демографија
| 1962. | 1968. | 1975. | 1982. | 1990. | 1999. | 2011. |
| ----- | ----- | ----- | ----- | ----- | ----- | ----- |
| 69    | 74    | 57    | 77    | 86    | 74    | 94    |

График промене броја становника у току последњих година